# Asia (mitología)

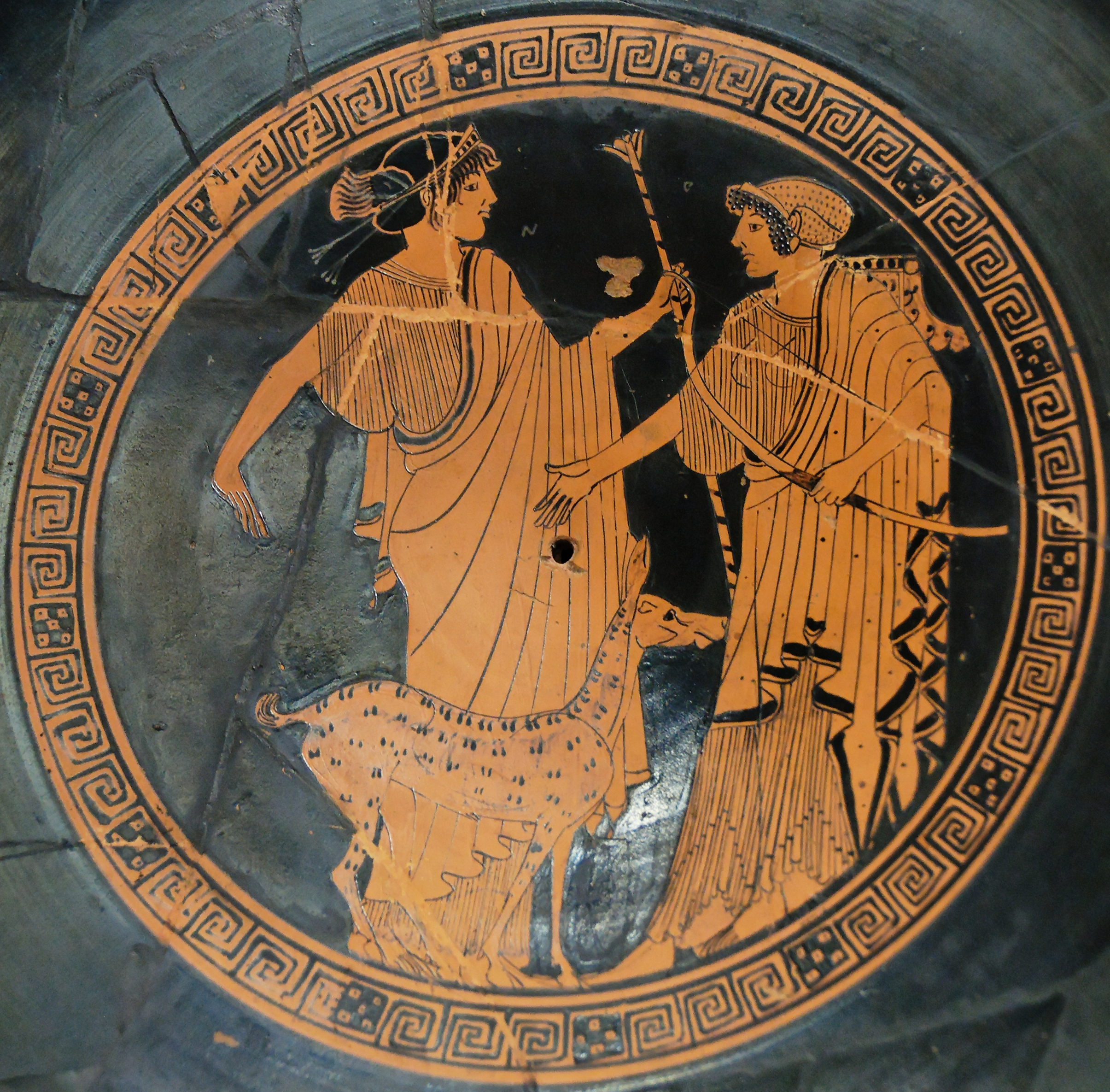
Cerámica de los años 470 a. C., Francia. Animales en cerámica griega antigua, Apolo en cerámica griega antigua, Artemisa en cerámica griega antigua. Pintor de Briseis, Brygos, interiores de Kylix (tondo central), Kylixes en Francia, Museo del Louvre - Sala 652, Meandros en griego cerámica antigua, Jarrones de la Colección Campana.

En la mitología griega Asia (Ἀσία) la diosa epónima del continente de Asia, comprendida, para los antiguos griegos, como Anatolia o Asia Menor.
Hesíodo nos dice que era una de las oceánides, y por lo tanto hija de Océano y Tetis Parece que el primer autor que hace referencia a Asia fue Andrón de Halicarnaso, que también la imaginó como hija de Océano, pero en cambio dice que su madre fue una tal Parténope, de la que nada más se sabe, y añade que su hermana fue Libia. Se explicita que esta oceánide le dio el nombre a esa parte de la ecúmene.
Según la Biblioteca mitológica Asia se casó con el titán Japeto, hijo de Urano y de Gea, con quien engendró a Atlante, Prometeo, Epimeteo y Menecio. Licofrón refiriéndose a las tierras asiáticas denomina a Asia como la «infeliz madre de Prometeo»y como la «madre de Epimeteo». En el texto hesiódico la esposa de Jápeto es otra oceánide, Clímene.
Heródoto, en cambio, opina que Asia era el nombre de la esposa, y no madre, de Prometeo.
Según Tzetzes, los propios licios cuentan el nombre del continente no proviene de  ésta, sino de Asies, hijo de Cotis, y nieto de Manes, y que también el clan de los Asíadas de Sardes tomaron su nombre de este personaje.